# Kentarō Ōi
Kentarō Ōi (大井 健太郎?, Ōi Kentarō; Shizuoka, 14 maggio 1984) è un calciatore giapponese, difensore degli Eastern Lions.

## Caratteristiche tecniche
È un difensore centrale.

## Palmarès

### Club

#### Competizioni nazionali
- Coppa J. League: 1

Júbilo Iwata: 2010
- J2 League: 1

Júbilo Iwata: 2021